# Dibattiti elettorali per la presidenza degli Stati Uniti d'America

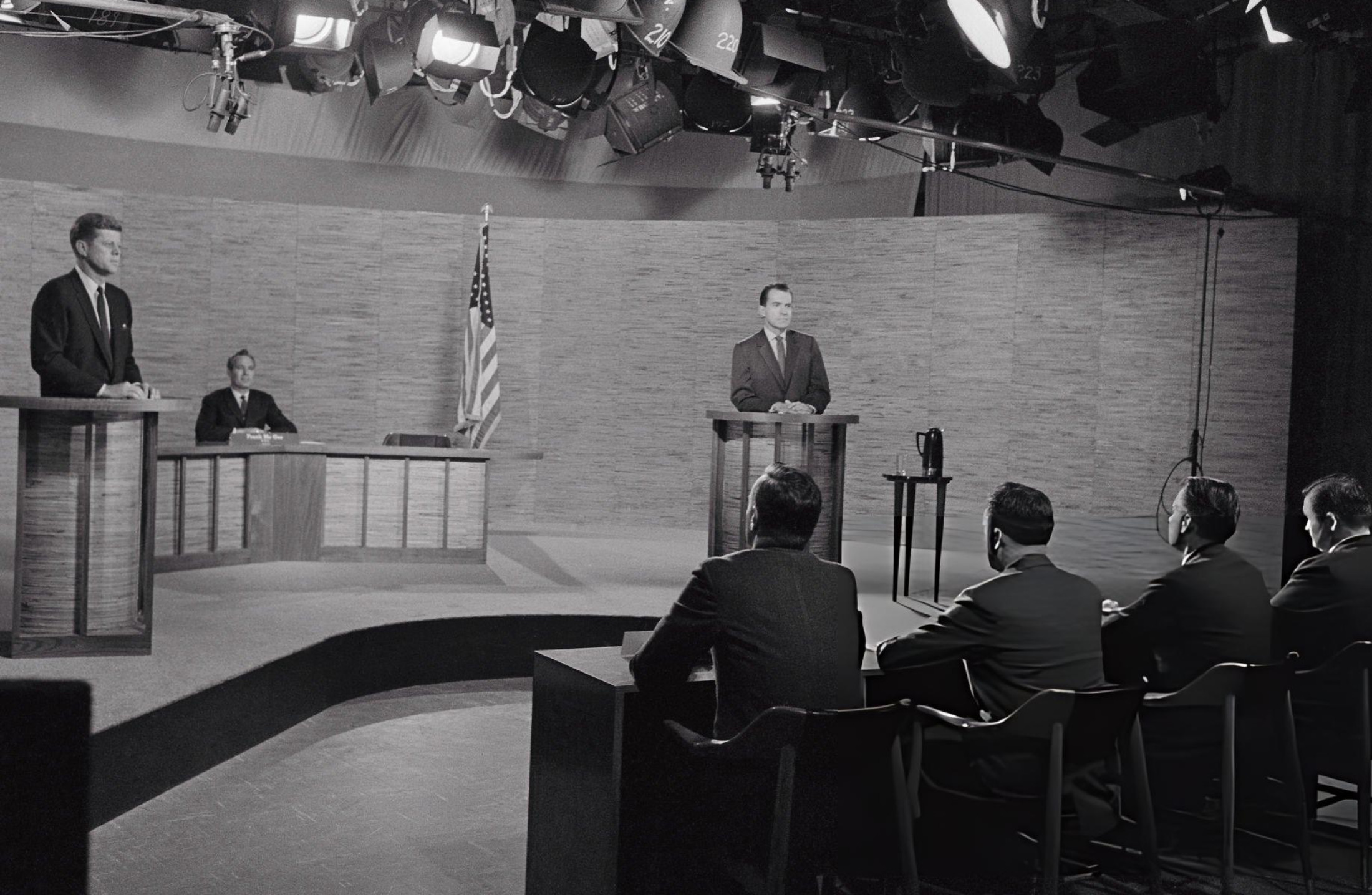
John F. Kennedy (a sinistra, in piedi) e Richard Nixon (a destra, in piedi) partecipano al secondo dibattito delle elezioni presidenziali del 1960, negli studi televisivi NBC a Washington D.C. moderati dal giornalista Frank McGee (al centro, seduto).

I dibattiti elettorali per la presidenza degli Stati Uniti d'America sono eventi politici e mediatici delle elezioni presidenziali americane. Questi dibattiti sono diventati consitudinari durante le campagne elettorali presidenziali, a partire dai dibattiti Kennedy-Nixon del 1960.
Durante questi dibattiti i principali candidati per la presidenza (quasi sempre i candidati dei due maggiori partiti, attualmente il Partito Democratico e il Partito Repubblicano) si confrontano davanti al pubblico (dal vivo e a casa). Gli argomenti discussi sono spesso le questioni più controverse del momento ed è molto probabile che questi dibattiti abbiano avuto un ruolo decisivo in molte elezioni.
Questi dibattiti non devono essere confusi con quelli analoghi fra candidati alla nomination, processo tramite il quale, i due principali partiti, Democratico e Repubblicano, selezionano il proprio candidato alla presidenza attraverso le primarie o i caucus.
I dibattiti dei candidati non sono costituzionalmente obbligatori, ma ora sono considerati una parte intrinseca del processo elettorale. I dibattiti sono rivolti principalmente agli elettori indecisi; quelli che non hanno ancora deciso chi votare sulla base di scelte ideologiche o partitiche.
I dibattiti presidenziali si svolgono abbastanza tardi nel contesto dell'intera campagna elettorale, poiché si attende che i partiti politici abbiano nominato i loro candidati.

## Format
I candidati si incontrano in una grande sala, spesso in un'università, davanti a un pubblico di cittadini. I candidati possono essere in piedi dietro un podio oppure seduti attorno allo stesso tavolo assieme ai moderatori.
Il format scelto per i dibattiti può variare, con domande che possono essere poste da uno o più  giornalisti, che fungono da moderatori, o dai membri del pubblico. Le regole del dibattito sono stabilite in dettaglio da protocolli d'intesa concordati tra gli staff dei due candidati principali. In genere questi accordi vengono mantenuti riservati, ma può accadere che vengano resi pubblici come accaduto nel 2004.
Il lancio di una monetina decide chi sarà il primo a rispondere.

### Trasmissione del dibattito
I dibattiti sono stati trasmessi in diretta dalla televisione, dalla radio e, negli ultimi anni, anche dal web.
Il primo dibattito per le elezioni del 1960 ha attirato oltre 66 milioni di telespettatori su una popolazione di 179 milioni, rendendola una delle trasmissioni più viste nella storia della televisione americana. I dibattiti del 1980 hanno attirato 80 milioni di telespettatori su una popolazione di 226 milioni. Recenti dibattiti hanno attirato un pubblico decisamente più piccolo, che va da 46 milioni per il primo dibattito del 2000 ad un massimo di oltre 67 milioni per il primo dibattito nel 2012. Un pubblico record di oltre 84 milioni di persone ha visto il primo dibattito presidenziale del 2016 tra Donald Trump e Hillary Clinton, un numero che non tiene conto dello streaming online.

## Dibattiti pre-televisivi
Per quanto il primo dibattito presidenziale propriamente detto è quello tenuto nel 1960, molti altri dibattiti sono considerati predecessori degli attuali dibattiti presidenziali.

### Dibattiti Lincoln-Douglas
La serie di sette dibattiti tenuti nel 1858 tra Abraham Lincoln e il senatore Stephen A. Douglas per il Senato americano furono veri e propri dibattiti faccia a faccia, senza moderatore; i due candidati si alternarono per aprire ogni dibattito con un discorso di un'ora, poi l'altro candidato prendeva la parola per un'ora e mezza per confutare la posizione avversaria, e infine il primo candidato chiudeva il dibattito con una risposta di mezz'ora. Douglas fu successivamente rieletto al Senato dalla legislatura dell'Illinois. Lincoln e Douglas furono entrambi nominati alla presidenza nel 1860 (rispettivamente dai repubblicani e dai democratici del Nord), e i loro precedenti dibattiti aiutarono a definire le rispettive posizioni in quelle elezioni, anche se non si incontrarono durante la campagna presidenziale.

### XX secolo
Wendell Willkie nel 1940 sfidò il presidente Franklin D. Roosevelt ad un pubblico dibattito, ma Franklin D. Roosevelt rifiutò.

## Storia dei dibattiti
Nel 1956, Fred Kahn, studente dell'Università del Maryland, cercò di portare i due principali candidati alla presidenza, Adlai Stevenson, candidato democratico, e il presidente Dwight Eisenhower, candidato repubblicano, al campus per un dibattito. Nonostante gli sforzi, però, alla fine il dibattito non si tenne, ma se ne parlò ampiamente sulla stampa nazionale, preparando il terreno quattro anni dopo (nella campagna presidenziale del 1960) per i primi dibattiti in assoluto che videro fronteggiarsi Kennedy e Nixon.

### I dibattiti Kennedy-Nixon del 1960
Il primo dibattito presidenziale si tenne il 26 settembre 1960, tra il candidato democratico alla Presidenza, il senatore degli Stati Uniti John F. Kennedy, ed il candidato repubblicano, il vicepresidente Richard Nixon. Il dibattito fu ospitato dagli studi WBBM-TV della CBS, Chicago e moderato da Howard K. Smith, con ospiti altri giornalisti: Sander Vanocur di NBC News, Charles Warren del Mutual News, Stuart Novins della CBS e Bob Fleming dell'ABC News. Nixon era considerato favorito in virtù delle sue esperienze maturate nel campo della politica estera e nei dibattiti radiofonici. Tuttavia, a causa della sua mancanza di familiarità con il nuovo formato dei dibattiti televisivi (si rifiutò di usare il make-up televisivo) il dibattito contribuì alla sua sconfitta. Molti osservatori hanno considerato la vittoria di Kennedy su Nixon nel primo dibattito come una svolta decisiva nell'esito elezioni, consentendo a Kennedy di rimontare Nixon nei sondaggi.
Altri tre dibattiti seguirono: quello tenuto il 7 ottobre presso gli studi WRC-TV NBC a Washington, DC; quello tenuto il 13 ottobre, con Nixon ospite dello studio ABC di Los Angeles e Kennedy in quello ABC di New York e quello tenuto il 21 ottobre presso lo studio ABC di New York.